# Kisújszállás
Kisújszállás város Jász-Nagykun-Szolnok vármegye Karcagi járásában. A név jelentése: a kis jelző a település viszonylag csekély kiterjedésével van kapcsolatban, az új ismételt vagy újabb megszállást jelez, míg a szállás szó a 14–15. században a kunoknak és a jászoknak a magyarokénál kötetlenebb és más szerkezetű falvait jelöli.

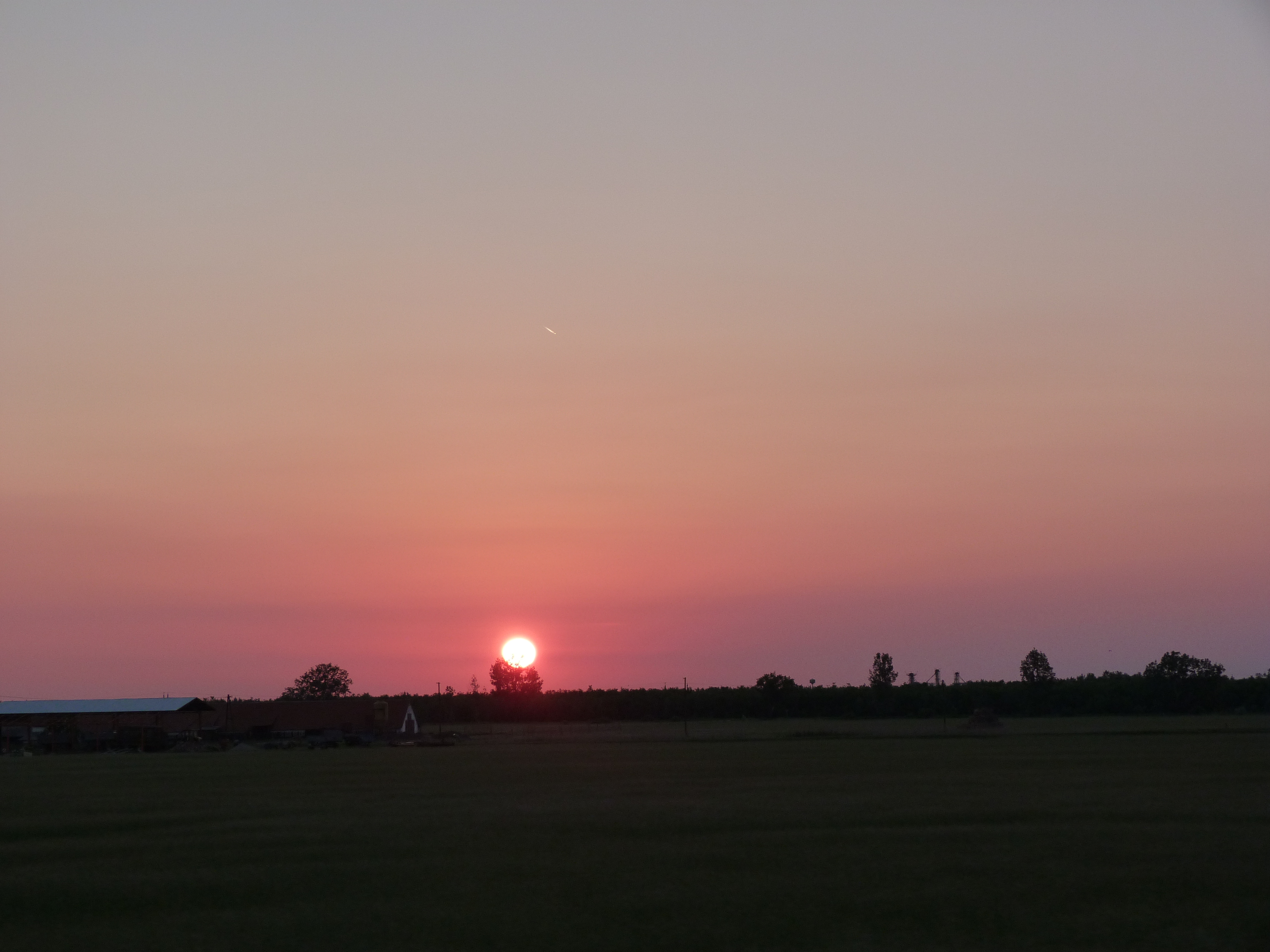
Naplemente Kisújszálláson

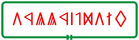
Kisújszállás város neve székely–magyar rovásírással

## Fekvése
A város közigazgatásilag a Karcagi járásba, tájegység és kultúrkör szempontjából a Nagykunsághoz tartozik. Szomszédai: északkelet felől Karcag, kelet felől Bucsa, délkelet felől Ecsegfalva, dél felől Túrkeve, délnyugat felől Kuncsorba, nyugat felől Örményes, északnyugat felől pedig Kenderes. Közigazgatási határa pontszerűen érintkezik még nyugaton Fegyvernek délkeleti, északon pedig Kunhegyes ugyancsak délkeleti határszélével is.

### Megközelítése
A város területén áthalad a 4-es főút, így ez a legfontosabb közúti megközelítési útvonala Budapest–Szolnok és Nyíregyháza–Debrecen felől is. A főút korábban végigvezetett a város belterületén is, ma azonban már északról elkerüli azt; a városon átvezető régi nyomvonal jelenleg 4201-es útszámmal számozódik, négy számjegyű, alsóbbrendű útként. A környező települések közül Túrkevével és Mezőtúrral a 4202-es, Ecsegfalvával, Dévaványával és Körösladánnyal a 4205-ös, Örményessel pedig a 4207-es út köti össze.
A hazai vasútvonalak közül a városon a MÁV 100-as számú (Budapest–)Budapest–Záhony-vasútvonala halad át, a 102-es számú Kál-Kápolna–Kisújszállás-vasútvonalnak pedig itt van a déli végpontja. Innen indult ki – tulajdonképpen az előbbi vonal folytatásaként – a Kisújszállás–Dévaványa–Gyoma-vasútvonal, de az már évtizedekkel ezelőtt megszűnt, vágányait is elbontották. Kisújszállás vasútállomás a 100-as vonal mai állomásainak viszonylatában Fegyvernek-Örményes vasútállomás és Karcag vasútállomás között, a 102-esen Kenderes vasútállomás után található, fizikailag a városközpont északi szélén helyezkedik el, közúti elérését a 4201-es útból kiágazó 34 303-as számú mellékút biztosítja. Az állomáson kívül kisújszállási területen helyezkedett még el a 100-as vonal Turgony megállóhelye, valamint a gyomai vonal Márialaka megállóhelye (és talán Mirhó megállóhelye) is, de ma már ezek egyike sem üzemel.

## Története
Kisújszállás a nagykun „szállások” egyike, ősi kun település. Területe 4-5000 éve lakott hely. Régészeti ásatások szarmata edénytöredékeket tártak fel a város határában, melyek az 1–3. századból származnak. Állandó települések a középkor óta vannak itt, huszonkét Árpád-kori település helyét tárták fel az utóbbi ötven évben. Ezen települések kisebb része téli szálláshely, 17-18 pedig egyidőben létező falu volt már a 11. század végén. A sűrű településhálózat az 1241–42-es tatárjáráskor elpusztult, a mongol hordák az Árpád-kori templommal együtt megsemmisítették a falvakat. Az 1243–46 között újra, immár másodjára, betelepült kunok – a mai lakosok ősei – ezekre a helyekre építették szállásaikat, ugyanis IV. Béla magyar király 1246-ban ismét behívta, és letelepítette a kunokat, akik jelentős katonai erőt képviseltek. A trónörökös V. István és Erzsébet kun hercegnő 1247-es házassága pecsételte meg a szövetséget. A kun katonákat ezt követően mindenhol ott találjuk a magyarok közép-európai hegemóniáért folytatott ausztriai, stájerországi, csehországi, morvaországi harcaiban. 1278-ban a kun lovasoknak jelentős szerepük volt a Dürnkrutnál lezajlott morvamezei csatában, ahol IV. (Kun) László király Habsburg Rudolf oldalán legyőzte Ottokár cseh királyt. Több szállásból álló birtoktest részeként először Zsigmond magyar király 1395-ben keltezett levélben Kisszállás néven említi, és rendezi a viszonyokat. 1470-ben Mátyás király a kun Lőrinczi családnak adományozott birtoklevelében már a mai elnevezésével említi Kisújszállást. Ezt a királyi adománylevelet 1552-ben I. Ferdinánd, majd később Rudolf erősítette meg. A török hódoltság első évtizedeiben Kisújszállás volt a legkisebb nagykunsági falu. 1557-ben körülbelül 120-an laktak e tájon. A falu először a 15 éves háborúban, 1594-ben pusztult el, de a lakosság később visszatért. A 17. század folyamán a lakosság többször elmenekült, és visszatért. A falu végső pusztulása 1683-ban, a törökök és a velük szövetséges tatárok Tiszántúli hadműveletei nyomán következett be.
A török elleni háborút lezáró 1699-es karlócai béke után, még ugyanabban az évben megjelent Petz Jakab császári összeíró, aki Kisújszállás és a környező települések helyén csak pusztaságot, lakatlan helyeket talált. Ezért is döntött úgy I. Lipót magyar király, hogy a Nagykunságot, s azzal együtt a Jászságot és a Kiskunságot eladja a Német Lovagrendnek 500 000 ft-ért 1702. március 22-én. A bujdosó lakosság az 1703-ban kitört Rákóczi szabadságharc idején Rákóczi fejedelem rakamazi birtokán letelepedhet, amit a fejedelem 1707. május 6-i levelében rendelt el.
Az újratelepülésre vonatkozó szabadalomlevelet 1717. augusztus 17-én küldte el jóváhagyásra Orczy főkapitány Nyssába, a Német Lovagrend nagymesterének, amelyben a betelepülő parasztoknak kétévi adómentességet biztosítanak. Ezt követően nagyon gyorsan nőtt a lakosság száma. 1720-ban, az első összeíráskor, mintegy 300 lélek élt a faluban, ami 25 éven belül a 8-szorosára nőtt, amit sem az 1724-es nagy tűzvész, sem az 1739-es pestisjárvány sem tudott lefékezni. A 18. század végére viszont már annyi lakosa volt, hogy innen népesítettek be négy délvidéki települést a ma Szerbiához tartozó Bácskában: Bácsfeketehegy, Bácskossuthfalva, Pacsér és Piros magyar lakossága Kisújszállásról származik. A kirajzó kisújszállásiak nem mindannyian együtt és egyszerre hagyták el a falut, hanem csoportokba rendeződve és más-más időben. Az első csoport 1786. április 12-én hagyta el a falut.
A Nagykunság gazdasági fellendülését, a függetlenség visszaszerzését az 1745 májusában Mária Terézia redemptio (megváltás) oklevele hozta meg. Kisújszállás, mint a hat Nagykun város (Karcag, Kunhegyes, Kunmadaras, Kunszentmárton, Túrkeve) egyike, 1745-től élvezi a privilégiumok királytól szentesített előnyeit, úgymint: maga választja főbíráját, tanácsát, tisztségviselőit, valamint önálló gazdálkodási szerv.
Leírás a településről a 18. század végén: „Magyar város, a Jász-Kun megyében, a nagykunsági járásban, a pest-debreczeni országutban, Pesthez 16, Debreczenhez 8 mfld távolságra. Van 9159 lak., kik közt 9108 ref., 11 kath., 40 n. e. óh., nagy és derék ref. anyatemplommal, jó vendégfogadóval. Róna határa gazdag fekete föld, melly minden gabonát uzsorával térit vissza. Az ugynevezett Takács görög-dinnyéje híres; Kardszag (Karcag) felől a Kara János mocsár terül el. Van itt 202 kézmüves, 840 polgár, 1593 ház. A nők sok baromfit tenyésztenek, s evvel Pestre kereskednek.” (Vályi András, Magyar országnak leírása, 1796–1799)
1806-ban I. Ferenc királytól a település mezővárosi rangot kapott, vásártartási joggal. Fejlődésnek indult a kereskedelem. Sorra alakultak a kézművescéhek. Gaál Sándor kisbundái Európa-szerte hírnevet szereztek. E mesterség folytatói, ma élő utódai, a Takács dinasztia tagjai. Európai értékeink közé sorolható a sajátos mintákkal, kézi hímzéssel készült szűr, amelyeket a pásztoremberek viseltek.
Az 1848-as szabadságharcban jelentős szerepet vállalt a település. Illéssy János nagykunkapitány Kossuth Lajos kormánybiztosa, a Debrecenben ülésező országgyűlés tagja volt. A forradalom 12 pontját az 1848. március 20-án a Kisújszálláson tartott népgyűlésen a Nagykunság népe is elfogadta, kiegészítve azt saját kívánalmaikkal: a korábbi jászkun kerületek vezetőinek eltávolítása, az országgyűlési követek visszahívása, a kerületek központjának Kisújszállásra való áthelyezése, a hármas kerületek szétválasztását és önállóságának kimondását. Kossuth javaslatára az országgyűlés megszavazta a 200 000 fős hadsereg és 50 000 újonc kiállítását, melyet a város a ráeső kvóta szerint teljesít, sőt még több újoncot is küld. A kisújszállási újoncokat abba a 2500 fős nemzetőr csapatba sorozták be, amely a Verbász közelében lévő táborba ment harcolni a szerbek ellen. A toborzás 1848-ban több alkalommal történt, a kisújszállási katonák aztán harcoltak Franz von Schlik tábornok serege ellen is Szikszónál.
1848-ban más esemény is történt a városban: engedélyezték zsidók letelepedését, majd az 1867. évi XVII. tc. mondja ki a zsidók emancipációját.
1857-ben épült meg Szolnok–Karcag között a vasút, amely az országos közlekedésbe kapcsolta be a fejlődő várost.
Igazgatását 1872-ig választott kapitány irányította, ez időponttól, viszont rendezett tanácsú lett, lakosainak száma: 10 000 fő.
A millennium idején alakult ki a város mai arculata, a népi építészet jellemző nádtetős paraszti és gazdaházai, tanyái mellett a barokk, klasszicizált épületegyüttesekkel.
A város a nagykun azonossági tudat és a népi hagyományok megőrzése érdekében részt vesz a Nagykunsági Együttműködési Társulásban, amelynek hét további tagja van: Berekfürdő, Karcag, Kunmadaras, Kunhegyes, Kunszentmárton, Mesterszállás, Túrkeve.

## Közélete

### Polgármesterei
- 1990–1994: Dr. Ducza Lajos (nem ismert)[6]
- 1994–1998: Dr. Ducza Lajos (független)[7]
- 1998–2002: Palágyi Gábor (független)[8]
- 2002–2006: Palágyi Gábor (MSZP)[9]
- 2006–2010: Kecze István (Nagykun Polgári Kör)[10]
- 2010–2014: Kecze István (Fidesz-KDNP-Nagykun Polgári Kör)[11]
- 2014–2019: Kecze István (Fidesz-Nagykun Polgári Kör)[12]
- 2019–2024: Kecze István (Fidesz-KDNP-Nagykun Polgári Kör)[13]
- 2024– : Szűcs Tamás (Fidesz-KDNP-Nagykun Polgári Kör)[1]

## Népessége
Kisújszállás alapnépessége Karcaghoz hasonlóan a kun (a keleti, török-kipcsak nyelvcsaládhoz tartozó) származású utódok elmagyarosodott nemzedéke. 
A város lakosságának száma az 1970-80-as években volt a legnagyobb. A rendszerváltást követően jelentős fogyásnak indult.
A település lakosságának változását az alábbi diagram mutatja:
| Lakosok száma | 120  | 300  | 13 092 | 11 738 | 11 738 | 11 384 | 10 870 | 10 464 | 10 055 | 9869 |
|               | 1557 | 1720 | 1991   | 2008   | 2009   | 2014   | 2018   | 2021   | 2023   | 2024 |

A 2011-es népszámlálás során a lakosok 86,6%-a magyarnak, 4,1% cigánynak, 0,3% németnek, 0,2% románnak mondta magát (13,3% nem nyilatkozott; a kettős identitások miatt a végösszeg nagyobb lehet 100%-nál). A vallási megoszlás a következő volt: római katolikus 6%, református 18,8%, felekezeten kívüli 49,4% (24,4% nem nyilatkozott).
2022-ben a lakosság 92,1%-a vallotta magát magyarnak, 2,5% cigánynak, 0,2% németnek, 0,1-0,1% bolgárnak, ruszinnak, ukránnak és románnak, 2% egyéb, nem hazai nemzetiségűnek (7,8% nem nyilatkozott; a kettős identitások miatt a végösszeg nagyobb lehet 100%-nál). Vallásuk szerint 15,3% volt református, 4,8% római katolikus, 0,2% görög katolikus, 0,1% evangélikus, 1,2% egyéb keresztény, 0,5% egyéb katolikus, 43,4% felekezeten kívüli (34,2% nem válaszolt).

## Nevezetességei
A Budapest–Debrecen között közlekedő vasúton utazó előtt egy alföldi település képe jelenik meg a tájba épülő kültéri, kerti gazdálkodással. Szerkezete egyedülálló e térségben, excentrikus központú, hangulatos képet mutató mellékutcákkal, zugokkal.
Mezőváros, iparral, kereskedelemmel, megfelelő szintű szolgáltatásokkal. Üzletek, vendéglátóhelyek, panziók várják az átutazókat. A település strandja az Erzsébet liget több hektáros tölgyesének kellemes mikroklímája mellett, 48-49 °C-os termálkút (alkálihidrogén-karbonátos-jódos) hévize gyógyító hatású, kempingezési lehetőséggel.
A fürdés mellett megtekinthető a Papi Lajos Alkotóház (Nyár utca 8.), a több mint 2000 darabból álló a paraszti gazdálkodás, a paraszti élet eszközeit bemutató gyűjteményes kiállítás a Néprajzi Kiállítóteremben. A közel 200 éves Tájházban a népművészeti örökségünk, európai értékeink közül a szalmafonás mestersége közvetlenül is megtanulható.
Kellemes felüdülést jelent a Horváth-tanya, ahol az ősi lovaskultúra hagyománya ismerhető meg. A képzettebb lovasok teljesíthetik a „Betyárok nyomában” túrát, okleveles tanúsítvánnyal tiszteletbeli betyárrá avatás mellett.
A városban minden év júniusában megrendezik a „Hétpróbás Kunokért” népi játékok vetélkedőt, augusztusban a Kisújszállási Napok keretében színes néptánc, népzenei és népművészeti bemutatókat, vásárokat tartanak. Szeptemberben kerül sor a Kun-viadal országos lovasíjász versenyre a kunkapitány választással.
A település jó kirándulási lehetőséget kínál a hortobágyi pusztára vagy Eger felé. Délre a Hortobágy-Berettyó folyó háborítatlan madárvilága, a túzokrezervátum hívogatja a látogatót.

## Autóbuszközlekedése
- helyi buszjárat[18][19]
- Kisújszállási autóbusz-állomás, Rákóczi u. 1.[20]

– Volán Szállás

## Oktatási intézmények
A városban bölcsőde, óvoda, általános és középiskolák találhatóak.

### Óvodák, bölcsődék
- Baptista Szeretetszolgálat Kisújszállási Óvodája[23]

– Pitypang Óvoda, Ifjúság útja 2.
– Béla Király Úti Óvoda, Béla király út 67.
– Petőfi Óvoda, Széchenyi utca 9.
– Sásastó Úti Óvoda, Sásastó utca 5.
- Móricz Zsigmond Református Kollégium Kisharang Óvoda Tagintézménye, Vásár utca 24.

### Általános iskolák
- Arany János Általános Iskola Tagintézmény, Kálvin u. 3.[24]
- Nagykun Baptista Oktatási Központ Kossuth Lajos Általános Iskola és Kollégium Tagintézménye[25]

– Rákóczi utca 1.
– Deák Ferenc út 14.

### Középiskolák
- Móricz Zsigmond Református Kollégium, Gimnázium, Szakgimnázium és Általános Iskola, Széchenyi utca 4.[26]

– Széchenyi úti Kollégium
– Dózsa György úti Kollégium
- Nagykun Baptista Oktatási Központ Illéssy Sándor Szakgimnázium és Szakközépiskola Tagintézménye – Arany János utca 1/a.[27]
- Nagykun Baptista Oktatási Központ Kossuth Lajos Általános Iskola és Kollégium Tagintézménye (Gimnáziumi képzés) – Kossuth utca 2.

### Egyéb iskolák
- Jász-Nagykun-Szolnok Megyei Kádas György Óvoda, Általános Iskola, Szakiskola, Egységes Gyógypedagógiai Szakszolgálat, Diákotthon és Gyermekotthon, Bajcsy-Zs. u. 37.[28]
- Baptista Alapfokú Művészeti Iskola, Rákóczi u. 3.[29]

## Közművelődés

### Művelődési ház
- Kisújszállási Művelődési Központ és Könyvtár, Szabadság tér 7.[30]

### Könyvtár
- Arany János Városi Könyvtár, Szabadság tér 2/A[31]

– Galéria Könyvtár, Szabadság tér 1.

### Mozi
- Vigadó Kulturális Központ, Szabadság tér 7.[32]

### Televízió, rádió
- Kisúji Krónika[33]

## Egészségügy
A városban nincs kórház és rendelőintézet, ezért a szakrendeléseket az egészségügyi alapellátásokat is ellátó rendelőkben tartják.
- háziorvosi szolgálat
- gyermekorvosi szolgálat
- fogorvosi szolgálat
- védőnői szolgálat
- szakrendelések

– fizioterápia
– belgyógyászat
– nőgyógyászat
– foglalkozás egészségügyi alapellátás
– szemészet
– sebészet
– urológia
– bőrgyógyászat
– laboratórium
– fürdőgyógyászat

## Sportlétesítmények
- Porcsalmi Lajos Sporttelep, Baross G. u. 6.[35]
- Extrém sportpálya, Baross G. u.[36]
- Motocross Pálya[37]

## Kisújszállási székhelyű legnagyobb munkáltatók
50–99 fő közötti létszámot foglalkoztató egységek
- Kumánia Gyógyfürdő Kft.

100-199 fő közötti létszámot foglalkoztató egységek
- EPOSZ Kft.
- Nagykun 2000 Mg. Zrt.
- KUNSZÖV Kft.

200-499 fő közötti létszámot foglalkoztató egységek
- Präzi-Hungaria Kft.

## Ismert személyek

### Itt született
- Illésy Sándor (1769–1832) császári és királyi altábornagy
- Pápai István (1880–?) városi rendőrkapitány-helyettes, főjegyző, országgyűlési képviselő
- Marjalaki Kiss Lajos (1887–1972) régész
- Gábor Móric, született Geiringer (1889–1986) magyar festőművész.
- Földi István (1901–1984) kommunista politikus, Jász-Nagykun-Szolnok vármegye főispánja
- Balázs János (1910–1983) színművész
- Barcza Gedeon (1911–1986) sakknagymester, nyolcszoros országos bajnok, hátszeres sakkolimpikon
- Papi Lajos (1921–1987) szobrászművész
- Szathmári István (1925–2020) nyelvész
- Ferenczy Lajos (1930–2004) mikrobiológus, az MTA tagja
- Csukás István (1936–2020) költő, író
- Oros Ferenc (1941. március 30.) atléta, gátfutó szakágedző
- Vida Ildikó (1964) NAV-elnök

### Itt élt
- Karikó Katalin (1955) Nobel-díjas, a Magyar Szent István-renddel kitüntetett, Széchenyi-díjas kutatóbiológus.

## Testvérvárosai
- Pacsér, Szerbia
- Eberschwang, Ausztria
- Igló, Szlovákia
- Négyfalu, Románia
- Szernye, Ukrajna
- Wilamowice, Lengyelország

## Képgaléria

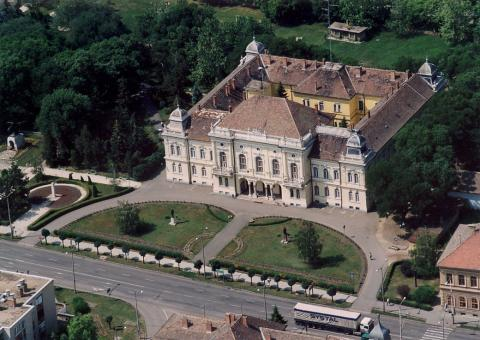
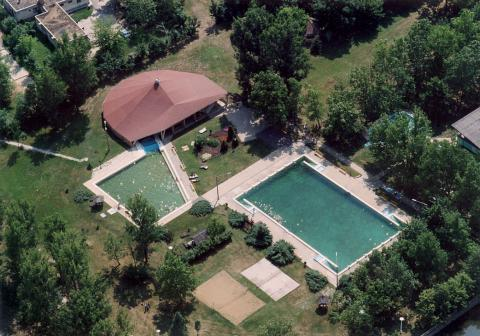
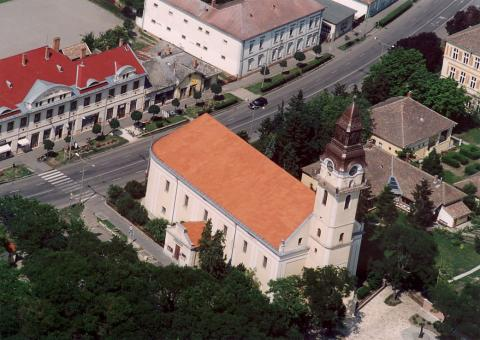
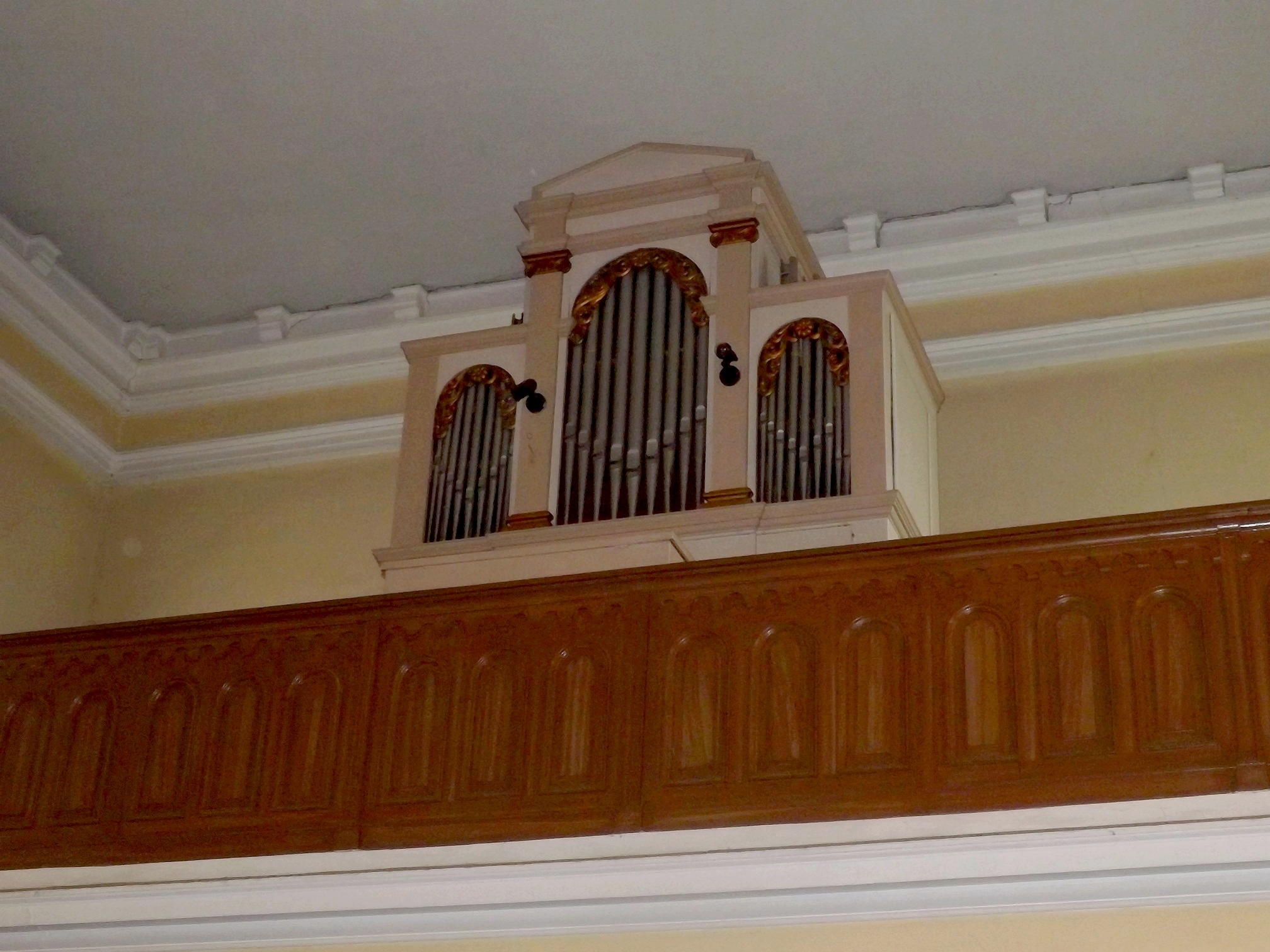
A Szűz Mária neve templom orgonája (1899)